# ماه شب چهارده
ماه شب چهارده فیلمی ایرانی محصول سال ۱۳۸۵ به کارگردانی محمدعلی طالبی است.
این فیلم بر اساس داستان «مثل ماه شب چهارده» از هوشنگ مرادی کرمانی ساخته شده است.

## بازیگران
1. داوود رشیدی
2. شیرین بینا
3. ساقی زینتی
4. دانیال منافی
5. شکرانه شکورآوا
6. مهرداد عظیمی
7. سیدجمال صفراف